# 篠田達明
篠田 達明（しのだ たつあき、1937年10月7日 - ）は、日本の作家、医師。医学博士。愛知県心身障害者コロニー名誉総長。
愛知県一宮市生まれ。静岡県立静岡高等学校卒業。名古屋大学医学部卒業。心身障害児医療を専門とし医師として愛知県心身障害者コロニー中央病院に勤務、1983年、45歳の時に「にわか産婆・漱石」で歴史文学賞受賞。以後、歴史小説、医事小説、エッセイなどを執筆。荻野久作を描いた「法王庁の避妊法」は飯島早苗により劇化され、自転車キンクリートが上演して話題を呼んだ。

## 受賞歴など
- 1979年、小説サンデー毎日時代小説新人賞受賞。
- 1981年、『大御所の献上品』で第85回直木賞候補。
- 1983年、『にわか産婆・漱石』で第8回歴史文学賞受賞。
- 1985年、『常夜燈』で第94回直木賞候補。
- 1986年、『元禄魔胎伝』で第95回直木賞候補。
- 1987年、『浮世又兵衛行状記』で第97回直木賞候補。
- 1991年、『法王庁の避妊法』で第105回直木賞候補。

## 著書
- にわか産婆・漱石 新人物往来社 1984 のち文春文庫
- 常夜灯 新人物往来社 1985.11
- 元禄魔胎伝 文藝春秋 1986 のち文庫
- 浮世又兵衛行状記 文藝春秋 1987
- 御典医の妻 海越出版社 1988
- 馬上才異聞 新人物往来社 1988
- 聖母の鐘 南蛮医アルメイダの遺産 新潮社 1990（新潮書下ろし時代小説）
- 信長を撃て 長島一揆水の砦 新潮社 1991
- 法王庁の避妊法 文藝春秋 1991
- 雨月の人 海越出版社 1992
- お迎えの迎え方 保健同人社 1993
- 闘う医魂 小説・北里柴三郎 文藝春秋 1994 のち文庫
- 白い激流 明治の医官・相良知安の生涯 新人物往来社 1997
- 烏鷺寺異聞 式部少納言碁盤勝負 徳間書店 1998
- 空の石碑 幕府医官松本良順 日本放送出版協会 2001
- モナ・リザは高脂血症だった－肖像画29枚のカルテ 新潮新書 2003
- 病気が変えた日本の歴史  日本放送出版協会（生活人新書） 2004
- 徳川将軍家十五代のカルテ  新潮新書 2005
- 歴代天皇のカルテ 新潮新書 2006
- 戦国武将の死生観 新潮選書 2008
- 日本史有名人の臨終図鑑 新人物往来社 2009

### 医学書
- 視覚・聴覚・言語障害児の医療・療育・教育（共著）金芳堂 2005
- 自閉症スペクトラムの医療・療育・教育（共著）金芳堂 2005